# Norolles
Norolles é uma comuna francesa na região administrativa da Normandia, no departamento Calvados. Estende-se por uma área de 6,51 km². Em 2010 a comuna tinha 338 habitantes (densidade: 51,9 hab./km²).